# Le Prix de l'inégalité
 (mars 2025).
Le Prix de l'Inégalité : comment la société divisée d'aujourd'hui met en danger notre avenir est un livre de Joseph Stiglitz publié en 2012, qui traite de l'inégalité des revenus aux États-Unis. Il s'attaque à la disparité croissante de la richesse et à ses effets sur l'économie en général.

## Contexte
Stiglitz est un économiste et professeur à l'Université Columbia. Il est lauréat du « prix Nobel » d'économie avec George Akerlof et Michael Spence en 2001. Il a écrit Le prix de l'inégalité lors des soulèvements en Tunisie, en Libye et en Égypte et durant l'apogée du mouvement Occupy aux États-Unis.

## Synopsis
Stiglitz soutient que l'inégalité s'auto-entretient. Elle est produite par le vaste pouvoir politique que les riches détiennent pour contrôler l'activité législative et réglementaire. Il ne croit pas que la mondialisation et les changements technologiques soient au cœur des différences de richesse aux États-Unis. « Bien qu'il puisse y avoir des forces économiques sous-jacentes », écrit-il, « la politique a façonné le marché » de sorte à avantager une minorité de personnes, au détriment des autres. Selon Stiglitz, la recherche de rente, est à l'origine de l'inégalité - les riches utilisant leurs pouvoirs pour façonner des monopoles ; avoir un traitement favorable de la part du gouvernement et payer peu impôts. Le résultat final n'est pas seulement immoral, mais nuit également à la productivité de l'économie.
Stiglitz critique de nombreux commentateurs conservateurs qui estiment que le libre marché est la solution. Selon lui, la réduction des impôts sur les successions et la déréglementation des contributions aux campagnes électorales ont pour effet de restreindre la concurrence et de donner aux entreprises un pouvoir excessif en politique. S'il défend l'idée que le libre marché est bénéfique pour la société s'il est compétitif, Stiglitz déclare que le gouvernement doit le réglementer pour qu'il reste bénéfique à long terme. Si cela ne se produit pas, les sociétés puissantes utiliseront un effet de levier pour réaliser des profits aux dépens de la majorité. Selon Stiglitz, concentrer le pouvoir du marché entre trop peu de mains est aussi grave qu'une réglementation excessive,.

## Critiques
Dans son article paru dans le New York Times, Thomas B. Edsall, professeur de journalisme, qualifie le livre de « contre-argument le plus complet contre le néolibéralisme démocratique et les théories du laissez-faire républicain ». Edsall ajoute que « Stiglitz pourrait se montrer plus prudent lorsqu'il met en garde contre une société régie par des règles du jeu qui affaiblissent le pouvoir de négociation des travailleurs vis-à-vis du capital ». Une autre critique, publiée dans The Economist, note que « Stiglitz est (surtout) habile à faire valoir ses arguments ». Cependant, « l'argumentaire de M. Stiglitz bénéficierait toutefois d'un meilleur sens de l'histoire et de la géographie » et a critiqué sa référence aux faibles inégalités des années 1950 à 1980, celles-ci étant « une exception dans la vaste histoire américaine ». Yvonne Roberts du quotidien The Guardian, a qualifié le livre de « puissant plaidoyer pour la mise en œuvre de ce qu'Alexis de Tocqueville qualifiait "d'intérêt personnel bien compris"».
Le livre a reçu le prix du livre 2013 du Centre Robert F. Kennedy pour la justice et les droits de l'homme.